# Hartford WCT 1978
L'Hartford WCT 1978 è stato un torneo di tennis giocato sul sintetico a Hartford negli Stati Uniti. È stata la 1ª edizione del torneo, che fa parte del Colgate-Palmolive Grand Prix 1978. Si è giocato dal 18 al 24 settembre 1978.

## Campioni

### Singolare
John McEnroe ha battuto in finale  Johan Kriek con il punteggio di 6–2 6–4

### Doppio
William Maze /  John McEnroe hanno battuto in finale  Mark Edmondson /  Van Winitsky con il punteggio di 6–3 3–6 7–6